# Gerbert Mutter

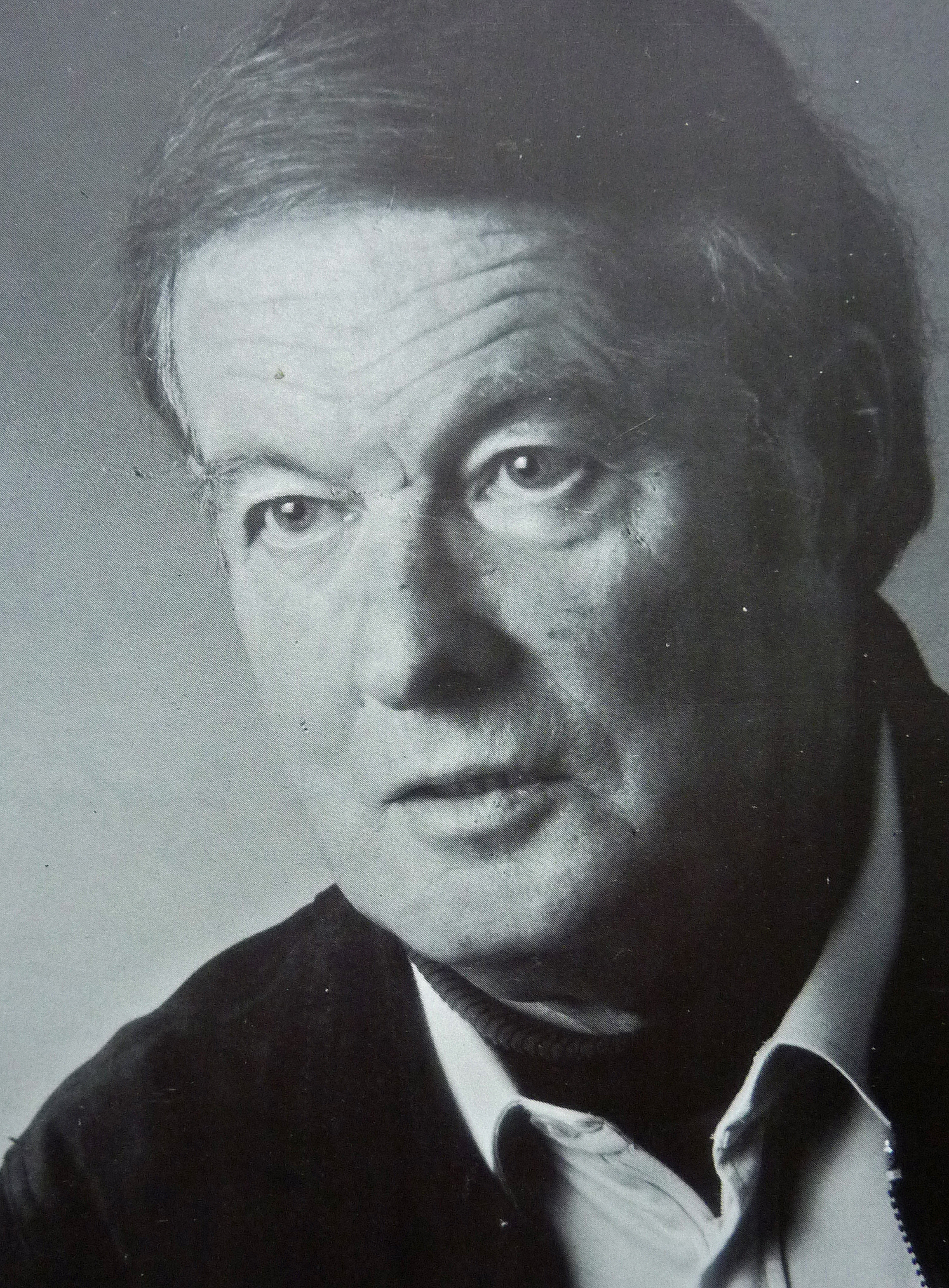
Gerbert Mutter (1987)

Gerbert Mutter (* 21. August 1922 in St. Blasien; † 28. August 1989 in Waldshut-Tiengen) war ein deutscher Komponist, Musikpädagoge, Dirigent, Pianist und Organist.

## Lebenslauf und Schaffen
Gerbert Mutter wurde in St. Blasien geboren. Seine erste Komposition schuf er im Alter von zwölf Jahren mit einem Klavierstück. Er besuchte das Kolleg St. Blasien und nach der mittleren Reife das Friedrich-Gymnasium Freiburg, wo er das Abitur machte. 1941 wurde er zum Militärdienst eingezogen. Nach dem Zweiten Weltkrieg geriet er in sowjetische Gefangenschaft. Während dieser Zeit entstanden eine Reihe von Gedichten, Fragmente mit dem Titel Der Wunderalltag eines Kriegsgefangenen. Sie sind von äußerster Feinfühligkeit für die Zerbrechlichkeit der Natur und ländliche Idylle. Das fällt umso mehr auf, als sie in schwerer Zeit entstanden sind.
Von 1946 bis 1950 studierte Mutter an der Hochschule für Musik Trossingen bei Helmut Degen und Gerhard Frommel Komposition und bei Hans Brehme Klavier. Gerhard Frommel war Meisterschüler von Hans Pfitzner.
Nach seinem Examen als Musikerzieher wurde Mutter 1952 Lehrer für Klavier und Musiktheorie am Jesuiten-Kolleg in St. Blasien. Anschließend studierte er an der Hochschule für Musik Freiburg noch Musiktheorie bei Karl Ueter, einem ehemaligen Schüler von Franz Schreker in Berlin.
Zusätzlich zu seiner Tätigkeit als Musiklehrer wurde er ein vielgefragter, versierter Liedbegleiter und Organist. Die neu gegründete Pädagogische Hochschule in Lörrach berief Mutter als Dozent für Musiktheorie und Klavier. 1983 wurde er stellvertretender Leiter der Jugendmusikschule Hochrhein Südlicher Schwarzwald. Im selben Jahr wurde er vom Obermarkgräfler Sängerbund als zweiter Komponist nach Franz Philipp für außergewöhnliche Leistungen auf dem Gebiet der Chorkomposition mit dem Alemannenring ausgezeichnet. Mit seiner Heimat, dem Südschwarzwald, blieb Mutter mit seiner geradlinigen aber auch zurückhaltenden, bescheidenen Art stets eng verbunden. Ebenso galten ihm die Liebe für die Landschaft um St. Blasien und Waldshut und für den dortigen Menschenschlag viel.
In der Gesamtschau seiner knapp 250 Werke fällt der große Anteil an Kirchenmusik auf: Kantaten, Kirchenlieder in diversen Besetzungen, Motetten, Messen in Latein und Deutsch, sein Oratorium Der Sonnengesang des Franz von Assisi für große Besetzung und eine Johannespassion. Auch Werke für Laienbesetzungen finden sich sowie Werke, die für den Rundfunk geschrieben wurden, sowie sein Oratorium oder die Missa brevis 1961 für die Donaueschinger Musiktage. Die Zielgruppe der Laienbesetzung gilt vor allem für seine weltliche Chormusik. Hier nehmen die Werke für Männerchor einen breiten Raum ein.
Relativ spät entdeckte Mutter ein weiteres Genre der Laienmusik und beschäftigte sich seitdem immer wieder mit Kompositionen für Blasorchester und Blasensembles. Auf die Anregung von Rudolf Siebold, Vorsitzender des Bund Deutscher Blasmusikverbände, fand der Komponist schnell Freude an diesem Genre. Die Renaissance arteigener Blasmusik – von Willy Schneider, Hermann Regner, Hellmut Haase-Altendorf und einigen schweizerischen und österreichischen Komponisten propagiert und zur zeitgenössischen Blasmusik weiterentwickelt – findet mit ihrer rhythmischen Prägnanz, ihren Ausdrucksmöglichkeiten sowohl im feierlich getragenen, festlichen Klang als auch im tänzerischen Heiter – Beschwingten Mutters Interesse und in ihm bald einen profilierten Vertreter. Dieses Schaffen wurde mit einer Reihe von Auftragswerken und Preisen gekrönt, darunter etwa das Auftragswerk des Südwestfunks Zum Neujahrstag für 4-6stimmigen gemischten Chor und Bläser. Er war auch als einziger deutscher Tonsetzer bei den internationalen Blasmusiktagen in Uster (Schweiz) mit einem vielbeachteten Kompositionsauftrag vertreten.
In seinen Werken für Orgel und Klavier und in seinen Stücken begleitende Soloinstrumente spricht Mutter vor allem den professionellen Musikanten an. In diesen Werken wird seine kompositorische Meisterschaft reflektiert. Sich bis an den Grenzen des freitonalen Raums bewegend, ist ihnen allen eine vom gregorianischen Choral inspirierte, stark archaisierende Tonsprache mit farbenreichen Akkordmischungen und Finalwirkungen eigen. Die imponierende Beherrschung selbst schwierigster Kompositionstechniken steht immer im Dienst einer starken, mit synkopischen Elementen durchsetzten Rhythmik. Mutters kompositorische Vorbilder waren auf dem instrumentalen Sektor Paul Hindemith und Igor Fjodorowitsch Strawinski. Im vokalen Bereich orientierte er sich an Carl Orff, mit dessen Stil vor allem das große Werk Grasshoffiana verwandt ist. Aber auch Harald Genzmer war ihm ein Leitweg. Nach den frühen Experimentierjahren, in denen er sich auch mit der Zwölftonmusik auseinandersetzte, zollte er einem gemäßigteren Stil Rechnung, mit dem er bei den Musikverlagen den angestrebten Erfolg hatte.

## Kompositionen (Auswahl)

### Musik für Blasorchester
- 1965 Bläserintrade
- 1966 Klingender Tag – Ein Festruf
- 1967 Festlicher Prolog
- 1968 Lobgesang und heiteres Rondino
- 1968 Musik zu einem Festtag, Suite für Blasmusik
- 1969 Feierlicher Aufruf, für Blasmusik
- 1971 Ballade Nr. 1 (die Dramatische) (Pflichtwerk in der Höchststufe beim Bundesmusikfest 1972)
- 1971 Bläsertreffen (1. Preis in der 2. Stufe beim Bundesmusikfest 1972)
- 1973 Tripartita (komponiert für die Festlichen Tage für zeitgenössische Musik 1968, Uster, Schweiz)
- 1976 Ode, für Blasmusik
- 1976 Sarabande
- 1977 Lob und Dank, für Blasmusik
- 1979 Ballade Nr. 2 (die Lyrische)
- 1980 Concertino, für Klavier und Blasmusik
- 1981 Hora festiva (Festliche Stunde)
- 1981 Preludio alla marcia
- 1987 Vier balladeske Halunkensongs, für Männerchor und Blasmusik – nach Texten von: Ludwig Thoma und Fritz Graßhoff (komponiert für Internationales Jugendkapellen-Treffen 1987 Karlsruhe)
- In Modo Corale
- Jagdliederkaleidoskop, über Europäische Jagdlieder für Blasmusik
- Mit allen Instrumenten – Spielstück
- Nun geht das Wandern an, für Männerchor und Blasmusik

### Messen, Kantaten, Oratorien und Kirchenmusik
- Missa brevis 1961, für 6-stimmigen gemischten Chor a cappella – (komponiert für die Donaueschinger Musiktage 1961)
- Ad te levavi, für gemischten Chor, Orgel und Bläser
- Auf, Christen, in fröhlichen Weisen, für 4-6stimmigen gemischten Chor a cappella
- Bläsermesse in C, für gemischten Chor und vier Blechblasinstrumente
- Choralpartita „Der grimmig' Tod mit seinem Pfeil“ („Vater unser im Himmelreich“), für Trompete und Orgel
- Das ist ein köstlich Ding, dem Herren danken (uit Psalm 92), für 3-stimmigen Jugend- und Frauenchor a cappella
- Das Kindlein, das Maria hält, für gemischten Chor
- Das Kindlein liegt da, für gemischten Chor und Streicher
- Der Sonnengesang des Franz von Assisi, Oratorium für Solisten, gemischten Chor, Orchester und Orgel
- Deutsche Festsingmesse, zu Kirchenliedern für gemischten Chor
- Deutsche Messe nach dem Ordinarium, für Männerchor und Orgel
- Deutsches „Pange lingua – Tantum ergo“, für gemischten Chor a cappella
- Die Weihnachtshirtenflöte, Kantate über Weihnachtslieder für gemischten Chor, Querflöte, Streicher und Klavier (oder Orgel, oder Cembalo)
- Drei „Veni creator“, für 4-6stimmigen gemischten Chor a cappella
- Drei neue Weihnachtslieder nach alten Texten, für unisono Chor mit mittleren Stimmen und Klavier (der Orgel)
- Ecce sacerdos, für Singstimmen und Orgel (oder Bläser)
- Ecce sacerdos, für 6-stimmigen gemischten Chor und Orgel (oder Orgel und Orchester)
- Ein Haus voll Glorie schauet, Liedkantate für gemischten Chor, Streicher und Cembalo (oder Orgel)
- Ein Haus voll Glorie schauet, für Singstimmen, gemischten Choren und Orgel (oder Orchester)
- Ein Kind ist uns geboren, für gemischten Chor und Orgel
- Feierliches Tantum ergo, für gemischten Chor und Bläser (oder Orgel)
- Feierliche Messe, für gemischten Chor und Orgel (oder 4 Blechbläser)
- Gesang der Erzengel, für Alt solo, Männenchor, zieben Blechbläser, Pauken und Orgel
- Herr, send' herab uns deinen Sohn, Liedkantate für gemischten Chor Streichorchester, Oboe und Basso continuo
- Ich sah das Grab vom Tod befreit, für gemischten Chor und Orgel
- Deutsche Johannes-Passion, für Solisten und gemischten Chor
- Justus et palma florebit, Motette für gemischten Chor, Streicher und Orgel (der Cembalo)
- Kirchenliederbrevier:
  - A. Weihnachtsfestkreis (1960)
  - B. Passion, Ostern, Christi Himmelfahrt (1960)
  - C. Pfingsten (1960)
  - D. Marienfeste (1960)
  - E. Sakraments- und Kommunionsgesänge (1961)
  - F. Christkönigsfest, Heiligenfeste (1961)
  - G. Deutsche Festsingmesse nach Kirchenliedern (1964)
- Komm, der Völker Heiland, du, Liedkantate für gemischten Chor, Streichorchester, Oboe und Basso continuo
- Lob des Schöpfers, für Männerchor und Klavier (oder Orgel) oder sechs Blechbläser und Pauken
- Missa communis, für Singstimmen, gemischten Chor und Orgel
- Missa „Dona nobis pacem“, für gemischten Chor und Orgel
- Missa parva, für gemischten Chor a cappella
- Missa stella maris, für gemischten Chor und Orgel (oder Orchester)
- Neue liturgische Messe, für Kantor, Jugendchor und Orgel
- Nun bitten wir den heiligen Geist, Liedkantate für gemischten Chor und Orgel
- O Heiland, reiß die Himmel auf, Liedkantate für gemischten Chor, Streicher, Oboe und Orgel
- O Jesu, all mein Leben bist du, für gemischten Chor a cappella
- Passionskantate, Kantate für 4-6stimmigen gemischten Chor, Streicher und Oboe
- Pfingstmotette, für gemischten Chor und Orgel
- Proprien von Pfingsten, für gemischten Chor und Orgel
- Siehe, der Hohepriester, für gemischten Chor und Orgel
- Singet Gott, dem Herrn, zum Preise, für gemischten Chor
- Spiegel der Dreifaltigkeit, für gemischten Chor a cappella
- Süddeutsche Instrumentalmesse, für Bläser
- Zwei Liedkantaten zum Advent, für Violine Solo, gemischten Chor und Orgel (oder Streicher)
- Zwei Marienlieder, für 4-6stimmigen gemischten Chor a cappella
- Zwei „Pange lingua – Tantum ergo“, für gemischten Chor a cappella
- Vier weihnachtliche Männerchöre nach alten Weisen, für Männerchor
- Vier neue Kinderlieder aus der Bibel
- Weihnachtsflorilegium, für 3-stimmigen Jugend- oder Frauenchor a cappella

### Weltliche Chormusik
- 1977 Glockenspielereien, für einstimmigen Jugendchor
  1. Der Wecker am Morgen
  2. die Schulglocke
  3. die Glocke des Parlaments
  4. die Glocke am Haus
- Am Brunnen, für Frauenchor
- Die Macht der Musik, für Männerchor und Blechbläser
- Der Tageskreis, Cyclus für Männenchor und Klavier nach Texten von deutschen Dichtern
- Durch Feld und Buchenhallen, fünf Chöre nach Joseph von Eichendorff, für 4 -6-stimmigee gemischten Chor
- Gesellschaftslied, für Männerchor
- Ergo bibamus, für Männerchor
- Grasshoffiana, für 4-6stimmigen gemischten Chor, Holz-, Blechbläser und Klavier Text: Fritz Graßhoff
- Lob der Musik, Zwei Chöre nach Gedichten von Joseph von Eichendorff, für Männerchor (oder gemischten Chor)
- Sängerfahrt, für Männerchor und vier Bläser
- Schwarzwald, für Männerchor
- Trum, trum, terumtrumtrum, Landsknechtlied für 4-stimmigen Männerchor
- Von Räubern und Seefahrern, für einstimmigen Jugendchor und Männerchor
- Wier lieben die Stürme die brausenden Wogen, für Jugend- und Männenchor
- Wo man singt, für Männerchor

### Weltliche Kantaten
- Lustige Musikanten, kleine Kantate für gemischten Chor und Streicher
- Vagantenkantate, Kantate für Bassbariton, Männerchor, Blechbläser und Klavier – Text von deutschen Dichtern

### Vokalmusik
- Minneliedersuite, für Alt, Streicher, Oboe und Orgel – Text nach Gedichten von Theodor Storm
- Fünf Lieder, für Mittlere Stimme und Klavier – Text nach Gedichten von Gottfried Keller
- Fünf Lieder, für Mittlere Stimme und Klavier – Text nach Gedichten von Matthias Claudius

### Kammermusik / kleine Besetzungen / Solo-Instrumente
- 1957 Partita über „Vater unser im Himmelreich“, für Oboe und Orgel
- 1980 Suite 1980, für vier Bläser
- Chaconne – In modo dorico, für Trompete und Orgel
- Concertino, für Querflöte, Violine, Klavier, kleine Trommel und Triangel
- Drei tänzerische Aphorismen, für Posaune und Klavier
- Es fiel ein Reif in der Frühlingsnacht, Variationen über ein Lied für Violine und Klavier
- Fröhliche Musik, für fünf Blasinstrumente
- Sonata bukolika für Elektronium und Klavier (unveröffentlicht)
- Sonatine in g für Violine und Klavier (unveröffentlicht)
- Acht Kompositionen berühmter Komponisten, für Bläserquartett
- Variationen über „Es fiel ein Reif“ für Violine und Klavier

### Werke für Orgel
- Concertino, für Orgel und Streichinstrumente
- Doppelfuga
- Fünf Versetten über „Veni creator spiritus“
- Introitus, Offertorium end Communio
- Musik für Orgel in drei Teilen
- Passacaglia
- Fünf Choralfantasien
- Sechs Stücke

### Werke für Klavier
- Toccata, Arioso und Fughetta (als Arioso und Fughetta veröffentlicht)
- 12 Kinderstücke für Klavier in dreiteiligen Liedformen (1945) (unveröffentlicht)
- Die chinesische Nachtigall, Suite nach Hans Christian Andersen für Klavier vierhändig
- Drei unterhaltsame Stücke, für Klavier zu vier Händen
- Sechs Weihnachtslieder-Versetten

### Frühe Gedichte
Fragmente aus Der Wunderalltag eines Kriegsgefangenen (1945) (unveröffentlicht), daraus:
W I N T E R
Horizontgrau verschmilzt
mit dem Eis zu Eins;
Wald im Schlaf,
Fluß im Eis
runden den Kreis
weglosen Seins,
das erfüllt
die Seelen der Menschen;
und keinem entquillt – was tief sie erfüllt,
nur Wind ist wehender Künder.

## Publikationen und Medienberichte
- Der Komponist Gerbert Mutter. In: Südkurier. 14. Dezember 1961.
- Heinrich Münz: Gerbert Mutter, ein badischer Komponist. Bedeutende Leistungen, verheißungsvolle Möglichkeiten. In: Ekkhart 13, 1962, S. 191–193.
- Heinrich Münz: Der Komponist Gerbert Mutter. Wachstum und Wirken in erweiterten Klangbereichen. In: Ekkhart 1974, S. 94–97.
- Erwin Mohr: Das Komponistenporträt Gerbert Mutter. In: Badische Sängerzeitung. Nr. 9/79.
- Mit zwölf Jahren die ersten Stücke komponiert. In: Der Albbote „Der Waldshuter Erzähler“. Ostern 1987, Nr. 90.
- Der Komponist Gerbert Mutter. In: Die Acht mit Herz. Nr. 20/89.
- Magrit Matyscak: Gerbert Mutter oder: der Prophet im Vaterland. In: Heimat am Hoch-Rhein. 28, 2003, S. 94–98.
- Viele Noten sind noch ungespielt. In: Badische Zeitung. 13. Nov. 2009. (online auf: badische-zeitung.de)
- Mehr als 130 geistliche und weltliche Werke. In: Badische Zeitung. 12. August 2012. (online auf: badische-zeitung.de)